# فيكتور بوتل
فيكتور بوتل (بالإنجليزية: Victor Potel)‏ هو ممثل أمريكي، ولد في 12 أكتوبر 1889 بلافاييت في الولايات المتحدة، وتوفي في 8 مارس 1947 بهوليوود في الولايات المتحدة.

## أعمال

### أفلام
- (1915) إحياءه
- (1935) روجلز من ريد جاب

## وصلات خارجية
- فيكتور بوتل على موقع IMDb (الإنجليزية)
- فيكتور بوتل على موقع ألو سيني (الفرنسية)
- فيكتور بوتل على موقع تيرنر كلاسيك موفيز (الإنجليزية)
- فيكتور بوتل على موقع أول موفي (الإنجليزية)
- فيكتور بوتل على موقع قاعدة بيانات الأفلام السويدية (السويدية)
- فيكتور بوتل على موقع قاعدة بيانات الفيلم (الإنجليزية)
- فيكتور بوتل على موقع كينوبويسك (الروسية)